# Cadishead
Cadishead is een plaats in het bestuurlijke gebied City of Salford, in het Engelse graafschap Greater Manchester. 